# Album (Rome)
Album (van het Latijnse woord albus voor wit; in het Grieks λεύκωμα, leukoma) was in het Oude Rome de naam voor een witgeschilderd bord, waarop uitvoerige mededelingen van algemeen belang werden geschreven (bijvoorbeeld de Acta Diurna, een soort staatscourant) om ze onder de aandacht van het grote publiek te brengen. 
 Deze manier van communicatie (door middel van leukomata) gebeurde reeds in de Hellenistische diadochenrijken door vorsten en hogere bestuursambtenaren.

## Lijst
Meer specifiek kon de term album ook verwijzen naar allerlei lijsten die op dergelijke borden werden aangebracht. We onderscheiden:
- Album senatorium, de lijst van senatoren, door de censores opgesteld en gepubliceerd;
- Album iudicum, de lijst van gezworen juryleden voor de quaestiones, door de praetor urbanus samengesteld.

## Modern gebruik
Tegenwoordig wordt deze betekenis in universitaire kring gebruikt in onder meer
- Album promotorum, lijst van de gepromoveerden aan een universiteit
- Album academicum, lijst van hoogleraren